# Португалия на летних Олимпийских играх 1920
Португалия принимала участие в Летних Олимпийских играх 1920 года в Антверпене (Бельгия) во второй раз за свою историю, но не завоевала ни одной медали. Впервые в Играх приняли участие португальские стрелки.

## Результаты соревнований

### Стрельба
| Соревнование                                        | Спортсмены                                                                                      | Финал     | Финал |
| Соревнование                                        | Спортсмены                                                                                      | Результат | Место |
| --------------------------------------------------- | ----------------------------------------------------------------------------------------------- | --------- | ----- |
| армейский пистолет, 30 метров (команды)             | Эрминио Ребело Антониу душ Сантуш Антониу Феррейра Антониу Аугусту да Силва Мартинш Дарио Канас | 1184      | 8     |
| армейская винтовка лёжа, 300 метров (команды)       | Эрминио Ребело Антониу душ Сантуш Антониу Феррейра Антониу Аугусту да Силва Мартинш Дарио Канас | 256       | 15    |
| армейская винтовка стоя, 300 метров (команды)       | Эрминио Ребело Антониу душ Сантуш Антониу Феррейра Антониу Аугусту да Силва Мартинш Дарио Канас | 226       | 11    |
| армейская винтовка лёжа, 600 метров (команды)       | Эрминио Ребело Антониу душ Сантуш Антониу Феррейра Антониу Аугусту да Силва Мартинш Дарио Канас | 248       | 14    |
| армейская винтовка лёжа, 300 и 600 метров (команды) | Эрминио Ребело Антониу душ Сантуш Антониу Феррейра Антониу Аугусту да Силва Мартинш Дарио Канас | 519       | 11    |

### Фехтование
| Соревнование         | Спортсмен | Первый раунд | Четвертьфинал | Полуфинал | Финал | Место                |
| Соревнование         | Спортсмен | Результат | Результат | Результат | Результат | Место                |
| -------------------- | --- | --- | --- | --- | --- | -------------------- |
| Индивидуальная шпага | Антониу ди Менезиш                                                                                                | Ян ван дер Вил Нидерланды Эвангелос Скотидас Греция Морис Деве Бельгия Роланд Уиллоби Великобритания Кай Шрёдер Дания Фредерик Фиттинг Швейцария Бертиль Угла Швеция 4—3 2 Q                                                       | Жуан Сассетти Португалия Гюстав Бюшар Франция Эрне Жевер Бельгия Уильям Расселл США Морис Деве Бельгия Джованни Канова Италия Роже Дюкре Франция Эвангелос Скотидас Греция Оге Бернтсен Дания С. Антонидас Греция Ян ван дер Вил Нидерланды 7—4 2 Q                       | Жорж Казанова Франция Густаф Линдблом Швеция Арман Массар Франция Шарль Дельпорт Бельгия Александр Липпманн Франция Фредерик Дюбурдьё Франция Фернан де Монтиньи Бельгия Дино Урбани Италия Фернандо Коррея Португалия Уильям Расселл США Эйнар Левисон Дания 7—4 2 Q   | Арман Массар Франция Александр Липпманн Франция Гюстав Бюшар Франция Эрне Жевер Бельгия Жорж Казанова Франция Луи Муро Франция Абелардо Оливьер Италия Густаф Линдблом Швеция Шарль Дельпорт Бельгия Феликс Гобле д’Альвьелла Бельгия Жоржи ди Пайва Португалия     | 6                    |
| Индивидуальная шпага | Жоржи ди Пайва | Генри Брекинридж США Шарль Дельпорт Бельгия Луи Муро Франция Йосеф Юнгман Чехословакия Альдо Бони Италия Саломон Зелденрюст Нидерланды Чарльз Нотли Великобритания Эйнар Роберг Швеция 5—3 4 Q                                     | Жорж Тромбер Франция Густаф Линдблом Швеция Адрианус де Йонг Нидерланды Луи Муро Франция Шарль Дельпорт Бельгия Туллио Боцца Италия Жозеф де Краэкер Бельгия Поуль Расмуссен Дания Роланд Уиллоби Великобритания Отакар Шворчик Чехословакия 7—3 2 Q                      | Эрне Жевер Бельгия Гюстав Бюшар Франция Феликс Гобле д’Альвьелла Бельгия Луи Муро Франция Абелардо Оливьер Италия Жорж Тромбер Франция Нильс Эрик Хельстен Швеция Адрианус де Йонг Нидерланды Генри Брекинридж США Морис Деве Бельгия Жуан Сассетти Португалия 6—5 2 Q  | Арман Массар Франция Александр Липпманн Франция Гюстав Бюшар Франция Эрне Жевер Бельгия Жорж Казанова Франция Антониу ди Менезиш Португалия Луи Муро Франция Абелардо Оливьер Италия Густаф Линдблом Швеция Шарль Дельпорт Бельгия Феликс Гобле д’Альвьелла Бельгия | 12                   |
| Индивидуальная шпага | Фернанду Коррея                                                                                                   | Жорж Тромбер Франция Виктор Бойн Бельгия Эйнар Левисон Дания Ваутер Браувер Нидерланды Абелардо Оливьер Италия Джон Димонд США Ханс Тёрнблом Швеция 5—2 1 Q                                                                        | Абелардо Оливьер Италия Фредерик Дюбурдьё Франция Арман Массар Франция Генри Брекинридж США Феликс Гобле д’Альвьелла Бельгия Ахмед Хассанейн Египет Руймондо Майер Португалия Хенри Вейнолди-Даниэлс Нидерланды Карл Грипенстедт Швеция Йосеф Юнгман Чехословакия 6—4 2 Q | Жорж Казанова Франция Антониу ди Менезиш Португалия Густаф Линдблом Швеция Арман Массар Франция Шарль Дельпорт Бельгия Александр Липпманн Франция Фредерик Дюбурдьё Франция Фернан де Монтиньи Бельгия Дино Урбани Италия Уильям Расселл США Эйнар Левисон Дания 2—9 10 | Завершил выступление | Завершил выступление |
| Индивидуальная шпага | Жуан Сассетти | Феликс Гобле д’Альвьелла Бельгия Роже Дюкре Франция Густаф Линдблом Швеция С. Антонидас Греция Джек Блейк Великобритания Виллем Ван Блейенбюрг Нидерланды Иван Осииер Дания Паоло Таон Италия Ян Черногорский Чехословакия 6—3 2 Q | Антониу ди Менезиш Португалия Гюстав Бюшар Франция Эрне Жевер Бельгия Уильям Расселл США Морис Деве Бельгия Джованни Канова Италия Роже Дюкре Франция Эвангелос Скотидас Греция Оге Бернтсен Дания С. Антонидас Греция Ян ван дер Вил Нидерланды 8—3 1 Q                  | Эрне Жевер Бельгия Гюстав Бюшар Франция Феликс Гобле д’Альвьелла Бельгия Луи Муро Франция Абелардо Оливьер Италия Жоржи ди Пайва Португалия Жорж Тромбер Франция Нильс Эрик Хельстен Швеция Адрианус де Йонг Нидерланды Генри Брекинридж США Морис Деве Бельгия 2—9 12  | Завершил выступление | Завершил выступление |
| Индивидуальная шпага | Энрике да Силвейра                                                                                                | Фернан де Монтиньи Бельгия Жорж Казанова Франция Адрианус де Йонг Нидерланды Джованни Канова Италия Давид Вархольм Швеция Рональд Брюс Кэмпбелл Великобритания Анри Жаке Швейцария Вилем Тврзский Чехословакия 5—3 4 Q             | Нильс Эрик Хельстен Швеция Александр Липпманн Франция Жорж Казанова Франция Эйнар Левисон Дания Фернан де Монтиньи Бельгия Дино Урбани Италия Виктор Бойн Бельгия Ваутер Браувер Нидерланды Эдуард Фиттинг Швейцария Робин Далглиш Великобритания 4—6 7                   | Завершил выступление | Завершил выступление | Завершил выступление |
| Индивидуальная шпага | Руймондо Майер | Нильс Эрик Хельстен Швеция Жозеф де Краэкер Бельгия Отакар Шворчик Чехословакия Александр Липпманн Франция Эжен Эмпейта Швейцария Мартин Холт Великобритания Георг Хегнер Дания Василиос Заркадис Греция 5—3 2 Q                   | Абелардо Оливьер Италия Фернанду Коррея Португалия Фредерик Дюбурдьё Франция Арман Массар Франция Генри Брекинридж США Феликс Гобле д’Альвьелла Бельгия Ахмед Хассанейн Египет Хенри Вейнолди-Даниэлс Нидерланды Карл Грипенстедт Швеция Йосеф Юнгман Чехословакия 4—6 7  | Завершил выступление | Завершил выступление | Завершил выступление |
| Индивидуальная шпага | Фредерику Паредиш                                                                                                 | Фредерик Дюбурдьё Франция Поуль Расмуссен Дания Эдуард Фиттинг Швейцария Эрне Жевер Бельгия Карл Грипенстедт Швеция Луи Делауной Нидерланды Рэймонд Датчер США Роберт Монтгомери Великобритания Йосеф Явурек Чехословакия 4—5 6    | Завершил выступление | Завершил выступление | Завершил выступление | Завершил выступление |
| Индивидуальная шпага | Мануэл Кейруш | Арман Массар Франция Ахмед Хассанейн Египет Дино Урбани Италия Робин Далглиш Великобритания Отто Берентсен Дания Луи де Триболе Швейцария Феликс Вигевено Нидерланды Леонард Шунмейкер США 3—5 7                                   | Завершил выступление | Завершил выступление | Завершил выступление | Завершил выступление |
| Командная шпага      | Антониу ди Менезиш Жоржи ди Пайва Жуан Сассетти Энрике да Силвейра Руймондо Майер Фредерику Паредиш Мануэл Кейруш | | | Бельгия · Италия · Нидерланды · Дания · Швеция · 3—1—1 · 2 Q | Италия · Бельгия · Франция · Швейцария · США · 2—1—2 | 4                    |